# 타이거레이크
타이거레이크(Tiger Lake)는 10SF("10nm SuperFin")로 알려진 인텔의 3세대 10nm 프로세스 노드를 사용하여 제조된 윌리엄 코브 코어 마이크로아키텍처를 기반으로 하는 11세대 인텔 코어 모바일 프로세서에 대한 인텔의 코드명이다. 타이거레이크는 아이스레이크 모바일 프로세서 제품군을 대체하며 인텔의 프로세스-아키텍처-최적화 모델의 최적화 단계를 나타낸다.
2020년 9월 2일에 출시된 타이거레이크 프로세서는 타이거레이크-U(단, -U 대신 접미사 -G4 및 -G7로 끝남) 제품군의 일부이며 듀얼 코어 및 쿼드 코어 9W(7 –15W) TDP 및 15W(12~28W) TDP 모델을 제공한다. 이 제품은 2020년 "프로젝트 아테나"(Project Athena) 노트북을 지원한다. 쿼드 코어 96 EU 다이의 크기는 13.6 × 10.7mm(146.1mm2)로, 이는 11.4 × 10.7mm(122.5mm2) 쿼드 코어 64 EU 아이스레이크 다이보다 19.2% 더 넓다. 타이거레이크-H에 사용된 8코어 32 EU 다이는 약 190 mm2이다. 예후다 닛산(Yehuda Nissan)과 그의 팀에 따르면, 이 건축물의 이름은 시애틀에서 워싱턴주 퓨젓사운드만 건너편에 있는 호수의 이름을 따서 명명되었다. 타이거레이크 기반 노트북은 2020년 10월부터 판매를 시작했다.
타이거레이크-H35 프로세서는 2021년 1월 11일에 출시되었다. 이 쿼드 코어 프로세서는 28~35W TDP를 갖춘 "초경량 게이밍" 노트북용으로 설계되었다. 인텔은 2021년 5월 11일 11세대 인텔 코어-H 시리즈를 공식 출시했으며, 2021년 5월 30일 11세대 인텔 코어 타이거레이크 리프레시 시리즈(1195G7 및 1155G7)를 발표했다.

## 같이 보기
- 인텔 CPU 마이크로아키텍처 목록